# Herman Fleming (1654–1718)
Herman Fleming, född 1654, död 1718, var en svensk friherre och lagman.
Fleming, som var son till riksrådet Herman Fleming (1619–1673), var lagman i Skånska lagsagan 1683 och därefter från 1684 i Södermanlands lagsaga intill sin död (sista året, när lagsagan var delad, i Nyköpings läns lagsaga).
Han var ägare till Håtö gård i Frötuna socken, Kusta gård i Irsta socken, Lindholms herrgård i Barva socken samt Gerknäs i Nyland.
Han gifte sig 1679 med Catharina Sack (1658–1743), dotter till landshövdingen i Kalmar län Carl Filip von Sack. Med henne hade han flera barn, bland dem riksrådet Otto Fleming. 